# Giornale Radio Rai
Il Giornale Radio Rai (abbreviato con la sigla GRR) è una testata giornalistica della Rai responsabile della programmazione informativa sui principali canali radiofonici dell'azienda. La redazione, inizialmente ospitata a Roma presso la sede di via del Babuino, si trova dal 1990 presso il centro di produzione di Saxa Rubra, dove vengono realizzati anche i relativi notiziari e altri contenuti.

## Evoluzione dei notiziari radiofonici in Italia

### La nascita del Giornale Radio
Lo spazio radiofonico dedicato alle notizie fu introdotto in Italia nel novembre del 1924, a soli due mesi dall'avvio ufficiale delle trasmissioni dell'Unione Radiofonica Italiana. Le informazioni erano fornite esclusivamente dall'Agenzia Stefani, designata dal governo.
Dal 16 marzo 1925, la programmazione prevedeva, oltre alle «Notizie Stefani», due ore quotidiane dedicate alla comunicazione delle decisioni governative e ai discorsi di Benito Mussolini. A partire dal 1926 fu anche inserita una rassegna di corrispondenze dall'Italia e dall'estero, anteprima delle notizie pubblicate il giorno seguente sul Popolo d'Italia.
Dopo il passaggio alla gestione EIAR, nell'ottobre 1929 nacque il primo "Giornale Radio", diretto dal giornalista Pio Casali. I primi notiziari del «Giornale Radio» furono trasmessi il 15 giugno 1930 da Milano e da Torino. Dal 1935 notiziario uscì con cinque edizioni quotidiane della durata variabile dai 15 ai 30 minuti (secondo il numero e l'importanza delle notizie). Le edizioni di maggiore ascolto risultarono essere quelle delle ore 13 e delle ore 20.
Le notizie venivano lette non da giornalisti ma da annunciatori, scelti per la dizione e per il timbro vocale. Le cronache di avvenimenti in diretta, quali importanti cerimonie pubbliche o eventi sportivi, erano le sole occasioni in cui fu esercitata un'attività giornalistica propriamente detta, nella quale si cimentarono i primi giornalisti radiofonici italiani come Giuseppe Sabelli Fioretti, Enrico Segantini, Niccolò Carosio e Vittorio Veltroni.
Il 27 novembre iniziò la rubrica giornalistica di commento ai fatti del giorno Cronache del Regime. Fu tenuta dal 1933 al 1936 da Roberto Forges Davanzati e negli anni della seconda guerra mondiale, ribattezzata Commento ai fatti del giorno, da Mario Appelius.

### Dal 1945 alla riforma del 1975
Dopo la ristrutturazione del 1950-51 il Giornale Radio dipendeva dalla Direzione Servizi Giornalistici, da cui dipendeva anche (dopo la sua nascita) il Telegiornale.
Il radiogiornale del Secondo Programma venne concepito secondo un nuovo formato, all'epoca sperimentale: un notiziario della durata di mezz'ora (20-20,30), che prendeva il nome di Radiosera (novembre 1951). Successivamente nascerà una vera rubrica di approfondimento, Speciale GR.
Le rubriche curate dal Giornale Radio con i maggiori indici di gradimento erano Il convegno dei cinque (uno dei primi talk-show radiofonici), Voci dal mondo e Siparietto.
Dal Giornale Radio dipendeva anche Oggi al Parlamento curata da Jader Jacobelli.
Fra i giornalisti più celebri di questo periodo c'erano Piero Angela, Sergio Zavoli, Gianni Bisiach, Ruggero Orlando, Luca Di Schiena.
Ampio spazio era dedicato all'economia e al lavoro, con la lettura del listino di borsa, con commenti economici, con rubriche quali Lavoro italiano nel mondo e Italia che lavora.
Dal Giornale Radio dipendevano anche i servizi sportivi, curati, fra gli altri, da Paolo Valenti ed Enrico Ameri, con trasmissioni come Domenica Sport e Tutto il calcio minuto per minuto.

### Il GR dopo la riforma del 1975
GR fu dunque la sigla utilizzata per indicare il Giornale Radio. Già in uso, a partire dalla nascita della radio, tuttavia questa abbreviazione apparve solo in alcuni titoli, come, ad esempio, nella rubrica di approfondimento Speciale GR.
Con la riforma dell'emittenza radiotelevisiva italiana, varata nel 1975, che diede il via al pluralismo delle reti e alla nascita delle testate, la sigla GR venne utilizzata ufficialmente per indicare le varie testate giornalistiche radiofoniche della RAI: GR1, GR2, GR3 e, nel 1979, GR regionale).
Il GR1 era di area laica, vicina alla Sinistra politica. Il primo direttore fu Sergio Zavoli, di area socialista. Dal 1990 al 1994 direttore fu Livio Zanetti. Le edizioni delle 07:00 e delle 08:00 del mattino, delle 13:00 e delle 19:00 erano le principali. Inoltre ogni ora veniva trasmesso GR1 flash. Il notiziario fisso in onda su Rai Radio 1 era Il Giornale della Mezzanotte, in onda alle 00:00, e Notizie dall'Italia (delle ore 01:00, 02:00, 03:00, 04:00, 05:00) e alle 05:30 Il Giornale dall'Italia prima e il Giornale del Mattino in seguito, a cura del Notturno italiano e, successivamente, Rai International.
Il GR2 era di area cattolica, venne affidato alla direzione del democristiano Gustavo Selva, futuro esponente della Destra politica . Dal 1988 al 1992 il direttore fu Marco Conti, sostituito poi da Piervincenzo Porcacchia (già direttore della sede regionale della Rai in passato), dal 1992 al 1994. Le edizioni di punta: GR2 Primomattino (delle 06:30), GR2 Radiomattino (delle 07:30 e delle 08:30); GR2 Radiogiorno (delle 12:30 e delle 13:30); GR2 Radiosera (delle 19:30). Inoltre: GR2 Radionotte (delle 22:30), GR2 Notizie (delle 09:30, 11:30, 15:30, 16:30, 17:30 18:30, 21:30) e GR2 Appuntamento flash (delle 16:00, 17:00, 18:00, 21:00).
Il GR3 - Giornale Radio 3 era più elitario e soddisfaceva le esigenze di un pubblico più colto e veniva trasmesso alle 06:45, 07:45, 08:45, 13:45, 18:45, 21:45. La testata, diretta dal socialdemocratico Mario Pinzauti, dedicò fin dalle origini ampio spazio all'approfondimento, alla rassegna-stampa, secondo la linea editoriale della rete.
Il GR regione raccolse l'eredità dei Gazzettini locali trasmessi dalle sedi regionali Rai. La nuova testata, dal dicembre 1979, radiotelevisiva e trasversale, assunse il nome di Rai Regione e successivamente venne denominata TGR.

### GRR a redazione unificata

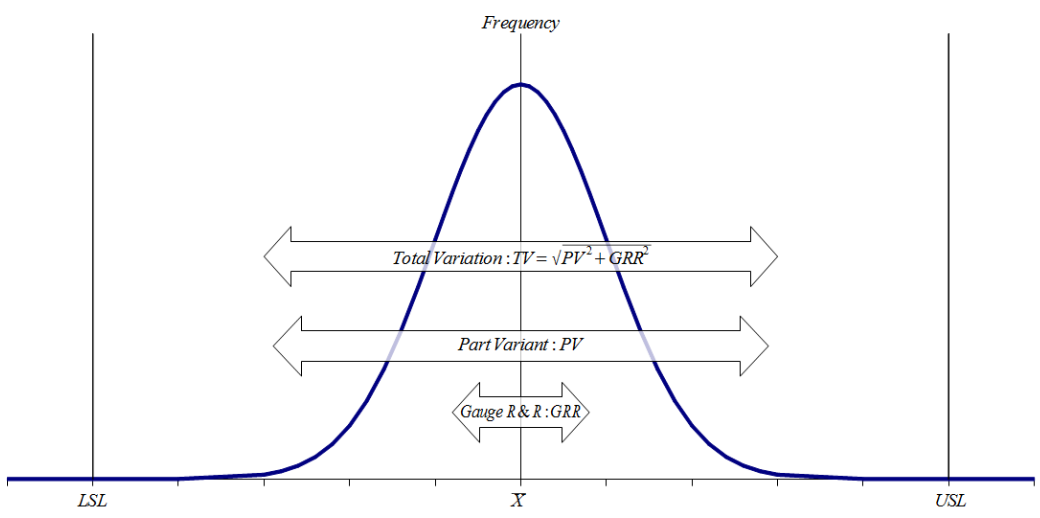
Logo del Giornale Radio Rai utilizzato dal 2000 al 2010

Il 14 marzo 1994 i vari GR furono ricostituiti in un'unica testata, chiamata GRR (Giornale Radio Rai). A guidare l'unificazione delle tre testate nell'unico Giornale Radio Rai fu Livio Zanetti, che, dopo le elezioni politiche del 1994, dovette cedere la direzione a Claudio Angelini (di area berlusconiana). Dopo le elezioni del 1996, alla guida del GRR furono chiamati prima Marcello Sorgi, che vi rimarrà per pochi mesi in seguito alla nomina a direttore del TG1, e poi Paolo Ruffini (passato nel 2002 alla direzione di Rai 3). Sempre in seguito ai risultati elettorali, a Ruffini sono succeduti dapprima Bruno Socillo poi, dal novembre 2006, Antonio Caprarica, seguito poi, il 10 agosto 2009, da Antonio Preziosi (afferente allo schieramento vincitore delle elezioni politiche del 2008). Anche se la redazione fu unificata, le differenze nella sigla del GR sono rimaste, per indicare il numero della rete radiofonica della RAI da cui sono trasmesse le edizioni.
Il 13 marzo 2014 Preziosi ha lasciato la direzione a Flavio Mucciante.
Dal 12 giugno 2014 la direzione di Rai Gr Parlamento è confluita nella struttura del Giornale Radio.
Dal 10 luglio 2014 le edizioni del GR1 Il Giornale della Mezzanotte e Il Giornale del Mattino, perdono tali appellativi dopo quasi 40 anni, inoltre le edizioni del Giornale Radio di Rai Radio 1 aumentano a 35, una ogni mezz'ora, gli appuntamenti principali vedono la riduzione della loro durata da 30 a 20 minuti per via dello scorporamento dal GR dell'appendice sportiva rinominandola Radio1 Sport.
Da ottobre 2014 vengono ridotte le edizioni degli altri canali di Radio Rai, nel caso di Rai Radio 2 vengono soppresse 3 edizioni del GR2 e la durata delle edizioni principali vengono ridotte da 25 a 10 minuti; Rai Radio 3 invece vede solamente la soppressione di 2 edizioni del GR3.
Questi cambiamenti portano la redazione del Giornale Radio a dichiarare sciopero nella giornata del 3 novembre facendo saltare l'intero palinsesto di Radio 1.
Nell'agosto 2016 arriva alla direzione di Radio 1 e del Giornale Radio Andrea Montanari, già vicedirettore del TG1.
Dal 15 giugno 2017 la direzione passa a Gerardo Greco, conduttore di Agorà e già corrispondente da New York per molti anni, che prende dunque il posto di Montanari nel frattempo nominato direttore al TG1. Greco, in seguito al suo passaggio a Mediaset e alla direzione del TG4, lascia la direzione il 24 giugno 2018, sostituito ad interim da Roberto Pippan. Il 31 ottobre successivo il CdA Rai nomina Luca Mazzà, già direttore del TG3. Il 15 maggio 2020 succede a Mazzà per la prima volta nella storia della testata una donna, l'ex-giornalista e quirinalista del TG1 Simona Sala. Il 18 novembre 2021, il CdA della Rai, nomina Andrea Vianello, già direttore di Rai 3, come nuovo direttore del Giornale Radio Rai, di Rai Radio 1, di Rai Radio 1 Sport e di Rai GR Parlamento, subentrando a Simona Sala, passata a dirigere il TG3 fino a giugno 2022, quando viene nominata direttrice della neonata struttura Day Time della Rai.
Il 25 maggio 2023 approda alla direzione Francesco Pionati, al posto di Andrea Vianello; quest'ultimo sarà incaricato alla Direzione generale di San Marino RTV.

## Direttori
- Corrado Alvaro (1-23 marzo 1945)
- Paolo Treves (24 marzo - aprile 1945)
- Antonio Piccone Stella (1º marzo 1947 - dicembre 1956)
- Costantino Granella (dicembre 1956 - 20 dicembre 1965)
- Vittorio Chesi (21 dicembre 1965 - 1975)
- Con la legge di riforma del 1975 nascono tre Giornali Radio, ciascuno per ogni emittente Rai
- Nel 1994 i vari Giornali Radio vengono riunificati in un'unica testata
- Livio Zanetti (31 gennaio 1990 - 13 marzo 1994)
- Claudio Angelini (14 marzo 1994 - 18 febbraio 1996)
- Marcello Sorgi (19 febbraio - 28 aprile 1996)
- Paolo Ruffini (29 aprile 1996 - 5 maggio 2002)
- Bruno Socillo (6 maggio 2002 - 19 novembre 2006)
- Antonio Caprarica (20 novembre 2006 - 9 agosto 2009)
- Antonio Preziosi (10 agosto 2009 - 12 marzo 2014)
- Flavio Mucciante (13 marzo 2014 - 4 agosto 2016)
- Andrea Montanari (5 agosto 2016 - 14 giugno 2017)
- Gerardo Greco (15 giugno 2017 - 24 giugno 2018)
- Roberto Pippan (25 giugno - 30 ottobre 2018) (interim)
- Luca Mazzà (31 ottobre 2018 - 15 maggio 2020)
- Simona Sala (15 maggio 2020 - 17 novembre 2021)
- Andrea Vianello (18 novembre 2021 - 24 maggio 2023)
- Francesco Pionati (25 maggio 2023 - 11 giugno 2025)
- Nicola Rao (dal 11 giugno 2025)

## Notiziari

### Rai Radio 1

#### GR1
Il GR1 è il giornale radio di Rai Radio 1. Alcune edizioni vanno in onda in contemporanea su Rai Isoradio, Rai Gr Parlamento e Rai Radio 1 Sport. Va in onda circa ogni mezz'ora, per adempiere alla linea editoriale di Rai Radio 1, impostata come una all-news radiofonica.
|     | Lun                              | Mar           | Mer           | Gio           | Ven           | Sab           | Dom           | Note                      |
| --- | -------------------------------- | ------------- | ------------- | ------------- | ------------- | ------------- | ------------- | ------------------------- |
| GR1 | 0:00                             | 0:00          | 0:00          | 0:00          | 0:00          | 0:00          | 0:00          | Giornale della Mezzanotte |
| GR1 | 1:00 - 2:00 - 3:00 - 4:00 - 5:00 |               |               |               |               |               |               |                           |
| GR1 | 5:30                             | 5:30          | 5:30          | 5:30          | 5:30          | 5:30          | 5:30          | Giornale del Mattino      |
| GR1 | 6:00 - 7:00 - 8:00 - 9:00        |               |               |               |               |               |               |                           |
| GR1 | 10:00                            | 10:00         | 10:00         | 10:00         | 10:00         | 10:00         | 10:30         |                           |
| GR1 | 11:00                            |               |               |               |               |               |               |                           |
| GR1 | 12:00                            | 12:00         | 12:00         | 12:00         | 12:00         | 12:00         | 11:50         |                           |
| GR1 | 13:00                            | 13:00         | 13:00         | 13:00         | 13:00         | 13:00         | 13:20         |                           |
| GR1 | 14:00 - 15:00                    | 14:00 - 15:00 | 14:00 - 15:00 | 14:00 - 15:00 | 14:00 - 15:00 | 14:00 - 15:00 | 14:30         |                           |
| GR1 | 16:00 - 17:00                    |               |               |               |               |               |               |                           |
| GR1 | 19:00                            | 19:00         | 19:00         | 19:00         | 19:00         | 18:50 - 20:00 | 18:00 - 19:00 |                           |
| GR1 | 21:00 - 22:00                    | 21:00 - 22:00 | 21:00 - 22:00 | 21:00 - 22:00 | 21:00 - 22:00 | 21:30         | 21:30         |                           |
| GR1 | 23:00                            |               |               |               |               |               |               |                           |

1. 1 2  La domenica, durante il periodo del campionato di calcio.
2. 1 2  Il sabato, quando c'è il posticipo di Serie A.
3. ↑  Il sabato e la domenica, quando c'è il campionato di calcio.

#### GR1 Sport
Denominato Radio1 Sport fino al novembre 2015, è il notiziario sportivo di Rai Radio 1.
|           | Lun   | Mar  | Mer  | Gio  | Ven  | Sab  | Dom  |
| --------- | ----- | ---- | ---- | ---- | ---- | ---- | ---- |
| GR1 Sport | 0:20  | 0:20 | 0:20 | 0:20 | 0:20 | 0:20 | 0:20 |
| GR1 Sport | 8:25  | 8:25 | 8:25 | 8:25 | 8:25 | 8:20 | 8:20 |
| GR1 Sport | 13:20 |      |      |      |      |      |      |
| GR1 Sport | 19:20 |      |      |      |      |      |      |

#### GR1 Economia
Già Radio1 News Economy e Gli Affari, è una rubrica di economia e finanza. È caratterizzato da un collegamento con Milano e servizi o interviste di approfondimento. Entrambe le edizioni, quella del mattino e quella del pomeriggio, durano 10 minuti.
|              | Lun   | Mar   | Mer   | Gio   | Ven   | Sab | Dom | Note                                                     |
| ------------ | ----- | ----- | ----- | ----- | ----- | --- | --- | -------------------------------------------------------- |
| GR1 Economia | 18:00 | 18:00 | 18:00 | 18:00 | 18:00 | ·   | ·   | In onda da Milano, all'interno di Italia sotto inchiesta |

### Rai Radio 2

#### GR2
È il giornale radio di Rai Radio 2. Il notiziario è invece caratterizzato da un linguaggio più semplice rispetto agli altri notiziari della testata e da un ritmo più veloce per il pubblico più giovane di Rai Radio 2.
|     | Lun           | Mar         | Mer         | Gio         | Ven         | Sab         | Dom         |
| --- | ------------- | ----------- | ----------- | ----------- | ----------- | ----------- | ----------- |
| GR2 | 6:30 – 6:35   | 6:30 – 6:35 | 6:30 – 6:35 | 6:30 – 6:35 | 6:30 – 6:35 | 6:30 – 6:35 | 6:30 – 6:35 |
| GR2 | 7:30 – 7:45   |             |             |             |             |             |             |
| GR2 | 8:30 – 8:35   |             |             |             |             |             |             |
| GR2 | 10:30 – 10:35 |             |             |             |             |             |             |
| GR2 | 12:30 – 12:35 |             |             |             |             |             |             |
| GR2 | 13:30 – 13:45 |             |             |             |             |             |             |
| GR2 | 15:30 – 15:35 |             |             |             |             |             |             |
| GR2 | 19:30 – 19:45 |             |             |             |             |             |             |
| GR2 | 22:30 – 22:35 |             |             |             |             |             |             |

#### GR2 Sport
È il notiziario sportivo di Rai Radio 2. Precedentemente in onda in un'edizione separata dal GR2, a partire da aprile 2020 è stato incorporato all'interno delle edizioni principali di quest'ultimo.
|           | Lun           | Mar         | Mer         | Gio         | Ven         | Sab         | Dom         |
| --------- | ------------- | ----------- | ----------- | ----------- | ----------- | ----------- | ----------- |
| GR2 Sport | 7:40 – 7:45   | 7:40 – 7:45 | 7:40 – 7:45 | 7:40 – 7:45 | 7:40 – 7:45 | 7:40 – 7:45 | 7:40 – 7:45 |
| GR2 Sport | 13:40 – 13:45 |             |             |             |             |             |             |
| GR2 Sport | 19:40 – 19:45 |             |             |             |             |             |             |

### Rai Radio 3

#### GR3
È il notiziario di Rai Radio 3.
|     | Lun           | Mar         | Mer         | Gio         | Ven         | Sab         | Dom         |
| --- | ------------- | ----------- | ----------- | ----------- | ----------- | ----------- | ----------- |
| GR3 | 6:45 – 6:50   | 6:45 – 6:50 | 6:45 – 6:50 | 6:45 – 6:50 | 6:45 – 6:50 | 6:45 – 6:50 | 6:45 – 6:50 |
| GR3 | 8:45 – 9:00   |             |             |             |             |             |             |
| GR3 | 10:45 – 10:50 |             |             |             |             |             |             |
| GR3 | 13:45 – 14:00 |             |             |             |             |             |             |
| GR3 | 16:45 – 16:55 |             |             |             |             |             |             |
| GR3 | 18:45 – 19:00 |             |             |             |             |             |             |